# London After Midnight (film)
London After Midnight är en försvunnen stum- och skräckfilm från 1927, regisserad av Tod Browning, med Lon Chaney, Sr. Handlingen involverar mord och suspekta vampyrer.
Trots att filmen blev väl mottagen har den gått förlorad; inga kända kopior av filmen existerar. Det har dock genomförts några försök till att rekonstruera filmen med hjälp av filmmanuskriptet och pressfotografier. Browning gjorde senare en nyinspelning av filmen, med några ändringar i handlingen: Mark of the Vampire (1935) med Bela Lugosi.
Den sista kända kopian av filmen förvarades i ett valv av MGM fram till dess förstörelse av en brand 1965.
År 2003 anförtrodde Turner Classic Movies den kände restaureringsproducenten Rick Schmidlin (Den giriga, En djävulsk fälla) att producera en 45 minuter lång rekonstruktion av filmen, med hjälp av stillbilder. Detta blev väl mottaget av fans av skräckgenren och Schmidlin tilldelades en Rondo Award för sitt verk.